# Mugil
Mugil Linnaeus, 1758 è un genere di pesci appartenenti alla famiglia Mugilidae. La specie di dimensioni maggiori è Mugil cephalus, volgarmente chiamato cefalo.

## Distribuzione
Il genere è presente in tutti i mari e gli oceani tropicali e subtropicali. Nel mar Mediterraneo è presente M. cephalus.

## Tassonomia
In questo genere sono riconosciute 14 specie:
- Mugil bananensis
- Mugil broussonnetii
- Mugil capurrii
- Mugil cephalus
- Mugil curema
- Mugil curvidens
- Mugil gaimardianus
- Mugil galapagensis
- Mugil hospes
- Mugil incilis
- Mugil liza
- Mugil rubrioculus
- Mugil setosus
- Mugil trichodon